# Tomasz Krzyski
Tomasz Krzyski, do 1910 Dudek (ur. 18 grudnia 1888 w Rozdzielu Górnym koło Bochni, zm. w styczniu 1970 w Kanadzie) – lekarz z tytułem doktora wszech nauk lekarskich, pułkownik lekarz Wojska Polskiego, kawaler Orderu Virtuti Militari.

## Życiorys
Po ukończeniu Gimnazjum im. Króla Jana III Sobieskiego w Krakowie podjął studia lekarskie na Collegium Medicum Uniwersytetu Jagiellońskiego. Po wybuchu I wojny światowej wstąpił do Legionów Polskich. Został awansowany chorążym i mianowany dowódcą plutonu w 1 kompanii 3 pułku piechoty w składzie II Brygady, uczestniczył w walkach na froncie karpackim, odznaczając się w bitwie pod Mołotkowem 29 października 1914. Następnie przydzielony do 2 pułku piechoty również w składzie II Brygady, gdzie najpierw był asystentem lekarza I batalionu dr Stanisława Gądka, po czym został lekarzem batalionu. Został awansowany do stopnia podporucznika lekarza 2 lutego 1915, a 19 lutego został asystentem adiutanta 2 pułku piechoty. Później przebywał w szpitalu w Wiedniu, a po rekonwalescencji był adiutantem 2 pp od 21 lipca do 1 września 1915. Następnie ponownie służył w I batalionie. Mianowany kolejno do stopni porucznika i kapitana lekarza. Później ponownie przebywał na leczeniu, w Szpitalu Twierdzy nr 4 w Krakowie, od marca do lipca 1916. Podczas urlopu w wymiarze 10 tygodni uzyskał tytuł doktora wszechnauk lekarskich na Wydziale Lekarskim Uniwersytetu Lwowskiego, zdając egzamin dyplomowy 13 stycznia 1917. Po kryzysie przysięgowym wstąpił do Polskiego Korpusu Posiłkowego, a po odejściu PKP na front na terenie Galicji Wschodniej pozostał na obszarze Królestwa. Pełnił funkcję lekarza Kursu Wyszkolenia Artylerii w Ciechanowie.
Po zakończeniu wojny i odzyskaniu przez Polskę nieodległości wstąpił do Wojska Polskiego. Odbywał służbę w Departamencie Sanitarnym Ministerstwa Spraw Wojskowych. Podczas wojny polsko-bolszewickiej, od lutego był zastępcą komendanta szpitala Mokotowskiego w Warszawie (komendantem był ppłk dr Stefan Buchowiecki). W sierpniu 1920 został awansowany do stopnia majora lekarza ze starszeństwem z dniem 1 czerwca 1919. W 1921 został mianowany do funkcji lekarza Szpitala rejonowego w Modlinie. Pełnił stanowisko starszego lekarza w jednostkach: od 1 lutego 1923 starszy lekarz pułku w 1 pułku łączności w miejscowości Zegrze (jako oficer nadetatowy 1 batalionu sanitarnego), następnie od 1925 w 1 pułku artylerii przeciwlotniczej stacjonującym w garnizonie Warszawa, od 9 sierpnia 1926 w 1 dywizjonie samochodowym także w Warszawie oraz krótkotrwale od 10 września do 31 października 1927 w 30 pułku Strzelców Kaniowskich, skąd został odkomenderowany na stanowisko zastępcy dyrektora Państwowego Urzędu Wychowania Fizycznego i Przysposobienia Wojskowego i pełnił je w kolejnych latach (wówczas był jednym z kierowników klubu sportowego CWKS Legia Warszawa). Został awansowany do stopnia podpułkownika lekarza ze starszeństwem z dniem 1 stycznia 1927. W 1928 i 1930 był zweryfikowany w Korpusie Oficerów Sanitarnych Lekarzy z lokatą 1. 19 grudnia 1933 został mianowany pułkownikiem ze starszeństwem z dniem 1 stycznia 1934 i 1. lokatą w korpusie oficerów sanitarnych, grupa lekarzy. W czerwcu 1934 został przeniesiony do Dowództwa Okręgu Korpusu Nr IX w Brześciu na stanowisko szefa sanitarnego. Od 20 kwietnia 1938 sprawował stanowisko szefa sanitarnego w Dowództwie Okręgu Korpusu Nr V w Krakowie.
W czasie kampanii wrześniowej 1939 był szefem służby zdrowia Armii „Karpaty”, a następnie Armii „Małopolska”. Po kampanii wrześniowej trafił do Francji. Tam, zarządzeniem z 12 listopada 1939 Ministra Spraw Wojskowych rządu RP na uchodźstwie, gen. Władysław Sikorskiego, został członkiem zarządu Polskiego Czerwonego Krzyża w czasie wojny.
Po zakończeniu wojny wyjechał do Kanady. W latach 50. był zatrudniony w szpitalu Points Edward Hospital w Sydney (prowincja Nowa Szkocja). Zmarł w styczniu 1970.

## Ordery i odznaczenia
- Krzyż Srebrny Orderu Wojskowego Virtuti Militari nr 6979 (17 maja 1922)[16]
- Krzyż Niepodległości (22 grudnia 1931)[17]
- Krzyż Kawalerski Orderu Odrodzenia Polski (9 listopada 1931)[18]
- Złoty Krzyż Zasługi (24 maja 1929)[19]